# Mario Giustarini
Mario Giustarini (Volterra, 28 novembre 1904 – Pisa, 24 ottobre 2002) è stato un politico e partigiano italiano.

## Biografia
Militante del Partito Socialista Italiano, all'età di 16 anni, nel 1921 aderì al neonato PCdI. Attivo antifascista durante la dittatura, dopo l'8 settembre 1943 Giustarini fu tra gli organizzatori dei primi movimenti della Resistenza della sua provincia. Comandante della Brigata Garibaldi attiva nella Val di Cecina, fu rappresentante comunista del CLN della sua città natale. Divenne sindaco della città di Volterra, carica che mantenne ininterrottamente dal 1946 al 1980, e successivamente eletto nella II legislatura al Senato. Nel 1980 abbandonò la scena politica per dedicarsi alla propria attività.